# Certima pallidaria
Certima pallidaria là một loài bướm đêm trong họ Geometridae.